# Heteronyx umbilicatus
Heteronyx umbilicatus är en skalbaggsart som beskrevs av Fauvel 1903. Heteronyx umbilicatus ingår i släktet Heteronyx och familjen Melolonthidae. Inga underarter finns listade i Catalogue of Life.